# 10154 Tanuki
10154 Tanuki è un asteroide della fascia principale. Scoperto nel 1994, presenta un'orbita caratterizzata da un semiasse maggiore pari a 2,2675475 UA e da un'eccentricità di 0,1087585, inclinata di 2,25144° rispetto all'eclittica. È dedicato al Lago Tanuki, situato in Giappone.